# Cycas simplicipinna
Cycas simplicipinna é uma espécie de cicadófita do género Cycas da família Cycadaceae, nativa de Yunnan (China), norte do Laos, norte de Myanmar, norte de Tailândia e norte do Vietname. Segundo dados de 2010, a população tende a descrescer.